# BEE CARD

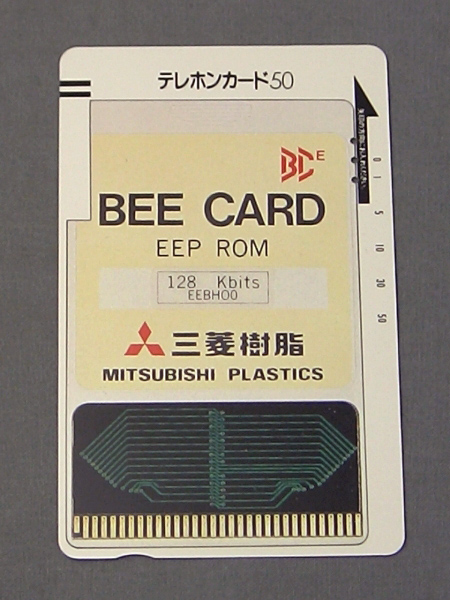
BEE CARDを題材とした
テレホンカード

BEE CARD（ビーカード）とは、1985年にハドソンと三菱樹脂が共同開発し、主にMSX用途として使用されたメモリーカードである。
第一弾タイトルとして『野球狂』が1985年7月4日に発売され、5,000セット限定で変換アダプタ同梱版が価格据置で販売された。
MSX用ゲームソフトとしては、野球狂、ジェットセットウィリー、スターフォース、プーヤン、ボンバーマン・スペシャル、スターソルジャー、高橋名人の冒険島の計7タイトルがリリースされた。そのままではMSXのカートリッジスロットに挿入できないため、「BEE PACK」という別売のアダプターを介して使用する。